# Eau Salée (rivière)
Pour les articles homonymes, voir Eau salée.
L'Eau Salée est une petite rivière du moyen Var, dans la région Provence-Alpes-Côte d'Azur, et un affluent de l’Argens en rive gauche.

## Géographie
De 23,2 km, elle prend sa source à proximité de Varages, traverse Barjols et conflue avec l’Argens sur le territoire de Châteauvert, à 180 m d'altitude.
L’Eau Salée et ses affluents ont largement contribué au développement économique de Barjols. Ils ont, en effet, permis, dès le XIIe siècle, l'installation de nombreuses tanneries qui ont fait la fortune et la réputation du bourg, mais qui sont aujourd'hui fermées. On y trouvait aussi trois papeteries, et une fabrique de cartes à jouer. Cette richesse hydrographique en a également fait un site enchanteur : rivières, cascades, vallées et collines ont valu à Barjols le surnom de « Tivoli de la Provence ». De même que cela a suscité l’édification, sur le territoire de la commune de la Maison régionale de l’eau qui a pour triple vocation les études, la formation et la communication concernant l’eau.

### Communes et cantons traversés
Dans le seul département du Var, l'Eau Salée traverse les trois communes suivantes, de l'amont vers l'aval : Varages, Barjols et Châteauvert.
Soi en termes de cantons, l'Eau Salée prend et conflue dans le seul canton de Saint-Maximin-la-Sainte-Baume dans l'arrondissement de Brignoles.

### Bassin versant
L'Eau salée traverse une seule zone hydrographique « L'eau salée » (Y502) de 169 km2 de superficie. Ce bassin versant est composé à 69,26 % de « forêts et milieux semi-naturels », à 29,92 % de « territoites agricoles », et à 1,12 % de « territoires artificialisés ».

### Organisme gestionnaire
Le Syndicat mixte de l’Argens (SMA) a été créé le 3 octobre 2014, et il remplace désormais les anciens organismes gestionnaires. Il a pour compétences l’entretien, la gestion, l’aménagement des cours d’eau et la prévention des inondations dans le bassin de l’Argens, ainsi que la restauration des milieux. Il regroupe soixante-quatorze communes et huit intercommunalités, et est chargé de mettre en œuvre l’ensemble du programme d’action de prévention des inondations (PAPI complet) de l'Argens et des Côtiers de l'Esterel, ,.

## Affluents
L'Eau Salée a quatre affluents référencés :
- Le Grand Vallat,
- le Vallon du Lauron,
- le Ruisseau de Pontevès, avec un affluent :
  - la Rivière des Ecrevisses,
- le Vallon de Véoune,

Elle reçoit aussi l’apport de nombreux rus et fontaines. Ses principaux affluents sont : le Ruisseau de Varages, le Ruisseau des Écrevisses, le Fauvery, le Vallon des Mennes, etc.[réf. nécessaire]

### Rang de Strahler
Donc le rang de Strahler est de trois.